# Wólka (rejon żabinecki)
Wólka (biał. Бусні, Wólka; ros. Бусни, Wólka) – wieś na Białorusi, w obwodzie brzeskim, w rejonie żabineckim, w sielsowiecie Leninski.

## Historia
Pod zaborami i w II Rzeczypospolitej wieś i majątek ziemski (folwark). W XIX i w początkach XX w. położona była w Rosji, w guberni grodzieńskiej, w powiecie kobryńskim, w gminie Rohoźna. Majątek był własnością Szutkowskich.
W dwudziestoleciu międzywojennym leżała w Polsce, w województwie poleskim, w powiecie kobryńskim, do 18 kwietnia 1928 w gminie Rohoźna, następnie w gminie Oziaty. W 1921 wieś liczyła 3 mieszkańców, zamieszkałych w 1 budynku, wyłącznie Białorusinów wyznania prawosławnego. Folwark liczył 9 mieszkańców, zamieszkałych w 1 budynku, w tym 7 Polaków i 2 Białorusinów. 5 mieszkańców było wyznania prawosławnego i 4 rzymskokatolickiego.
Po II wojnie światowej w granicach Związku Sowieckiego. Od 1991 w niepodległej Białorusi.